# Дрексел (Охајо)
Дрексел (енгл. Drexel) насељено је место без административног статуса у америчкој савезној држави Охајо.

## Демографија
По попису из 2010. године број становника је 2.076, што је 19 (0,9%) становника више него 2000. године.
| Група             | 2000.         | 2010.         |
| Белци             | 1.261 (61,3%) | 1.010 (48,7%) |
| Афроамериканци    | 721 (35,1%)   | 941 (45,3%)   |
| Азијати           | 3 (0,1%)      | 1 (0,0%)      |
| Хиспаноамериканци | 14 (0,7%)     | 73 (3,5%)     |
| Укупно            | 2.057         | 2.076         |